# Dassault Neuron
Die Dassault Neuron (auch „nEUROn“) ist eine unbemannte, selbständig agierende Tarnkappen-Kampfdrohne. Das Projekt dient der Demonstration möglicher Technologie-Anwendungen und hat nicht die Serienproduktion zum Ziel. Dassault Neuron dient zusammen mit dem BAE Taranis als Technologieträger für das Future Combat Air System.

## Entwicklung
1999 startete Dassault sein LOGIDUC-Stealth-UCAV-Programm, auf dem das Neuron-Projekt basiert. Die erste Phase des LOGIDUC-Programms war die Dassault AVE-D Petit Duc. Dabei handelt es sich um die erste europäische Tarnkappendrohne, die am 18. Juli 2000 erstmals flog. Ihr folgte ein Jahr später die Dassault AVE-C Moyen Duc, die Phase zwei der LOGIDUC-Studie darstellt. Beide Drohnen wogen weniger als 100 kg und hatten keine Zuladungskapazität.
Die dritte Phase, die zunächst „Grand Duc“ hieß, war praktisch eine reine Skalierung der zweiten Phase auf eine Größe mit einer ausreichenden Leistungsfähigkeit für Luft-Boden-Angriffe. Als dieses Vorhaben teurer als zunächst geplant wurde, begann Dassault mit der Suche nach Partnerfirmen. Dabei wurde der Name der dritten Phase „Grand Duc“ in nunmehr „Neuron“ geändert, da dieser einen europäischeren Klang hatte. Im Jahr 2003 kündigte die französische Verteidigungsministerin Michèle Alliot-Marie das Versuchsprojekt Neuron am Luftfahrtsalon von Paris an. Ziel sei die Erforschung unbemannter, militärischer Luftfahrttechnologie, die für die strategischen Anforderungen des 21. Jahrhunderts benötigt würden. Die Verträge mit dem Hauptauftragnehmer Dassault wurden 2005 unterzeichnet, ein Joint-Venture der französischen Gruppen EADS Frankreich, Dassault Aviation und Thales Group gebildet und ein Erstflug um 2010 angestrebt. Im Hauptvertrag war fest gehalten, dass Dassault 50 Prozent des Arbeitswertes an europäische Partner vergeben müsse. Allerdings gelang es nicht, die beiden erhofften Partner Großbritannien und Deutschland für das Projekt zu gewinnen. Großbritannien war teilweise bereits in die US-amerikanischen UCAV-Programme involviert. Außerdem befand sich in Großbritannien mit der BAE Taranis bereits ein sehr ähnliches Programm in der Entwicklung. Deutschland war dagegen nicht bereit, die finanziellen Risiken mitzutragen.

### Konsortium
An dem Projekt im Umfang von 400 Millionen Euro beteiligen sich weitere europäische Firmen wie SAAB (Schweden), HAI (Griechenland), Alenia (Italien), EADS CASA (Spanien) und RUAG Aviation (Schweiz). Die Aufgabenverteilung im Produktionskonsortium wurde hierbei, neben der Führung durch Frankreich, wie folgt aufgeteilt:
- Schweden (Saab), Avionik, Windkanalversuche[6]
- Italien (Alenia), Waffenschacht[7]
- Griechenland (Hellenic Aerospace Industry), Triebwerkauslass und hinteres Rumpfsegment
- Schweiz (RUAG), Windkanalversuche und Nutzlastaufhängung
- Spanien (EADS-CASA), Zelle und Bodenkontrolle[8]

Als Folge des Joint-Ventures wurde die HALE-Studie von EADS in die Neuron-Entwicklung integriert.

## Konstruktion
Die Form der Neuron erinnert an den Bomber Northrop B-2, der ebenfalls als Nurflügler ausgelegt ist; der Triebwerkeinlass befindet sich auf der Rumpfoberseite. Als UCAV hat die Neuron eine deutlich größere Nutzlast als andere UAV-Systeme wie die MQ-1 Predator. Der Antrieb erfolgt durch ein Turbofan-Triebwerk Rolls-Royce Turboméca Adour Mk. 951. Im Vergleich zu den US-amerikanischen Drohnen des J-UCAS-Programms – der X-45C Spiral und X-47B Pegasus – ermöglicht dies der Neuron eine deutlich höhere Leistungsfähigkeit. Bisher gibt es keine Angaben zur Avionik der Neuron. Die Anforderungen an diese müssen allerdings recht hoch sein, um die geforderten autonomen Luft-Boden-Angriffe mit Präzisionbomben durchführen zu können.

## Erprobungsprogramm
Am 19. Januar 2012 wurde der erste Prototyp der Drohne offiziell vorgestellt. Der Erstflug vom Luftwaffenstützpunkt Istres fand am 1. Dezember 2012 statt. Mit dem 100. Flug am 26. Februar 2015 wurde das staatliche Flugtestprogramm des französischen Verteidigungsministeriums abgeschlossen. Untersucht wurden dabei Radarrückstrahlfläche und Infratrotsignatur des Flugzeuges. Die Erprobung wurde in Italien und bis September 2015 in Schweden in weiteren 23 Flügen abgeschlossen. Nach dem bereits im März 2014 der Formationsflug mit einer Rafale und einer Falcon 7X getestet wurde, wurde die Drohne im Juni 2016 bei einem Flugtag im französischen Testzentrum Istres im Formationsflug vor Publikum in 150 m Höhe bei einer Geschwindigkeit von 350 km/h vorgeführt.

## Technische Daten
| Kenngröße             | Daten                                             |
| --------------------- | ------------------------------------------------- |
| Besatzung             | –                                                 |
| Länge                 | 9,50 m                                            |
| Spannweite            | 12,50 m                                           |
| Höhe                  |                                                   |
| Leermasse             | etwa 4500 kg                                      |
| max. Startmasse       | 6000–6500 kg                                      |
| Höchstgeschwindigkeit | 0,8 Mach                                          |
| Dienstgipfelhöhe      |                                                   |
| Reichweite            |                                                   |
| Triebwerke            | ein Rolls-Royce Turboméca Adour Mk. 951; 28,89 kN |
| Bewaffnung            | Abwurfwaffen in internen Bombenschacht            |